# Saga legendaria de San Olaf
La saga legendaria de San Olaf (nórdico antiguo: Helgisaga Óláfs konungs Haraldssonar) es una de las sagas reales, una biografía del siglo XIII sobre el rey Olaf II el Santo de Noruega. La obra se sustenta principalmente en la hoy perdida saga antigua de San Olaf. La composición es primitiva, algo torpe y esencialmente consiste en una serie de anécdotas separadas extraídas de versos escáldicos. El autor es anónimo, posiblemente noruego, ya que la saga está conservada en un compendio manuscrito del siglo XIII. Se cree que fue escrita a principios del mismo siglo XIII, hacia la década de 1210.
Se supone que el escaldo islandés Snorri Sturluson usó una obra similar para escribir la saga separada de San Olaf y la saga Heimskringla.